# Posłusznyj (1898)
Korszun (Коршун), następnie Posłusznyj i S3 – rosyjski niszczyciel z końca XIX wieku i okresu I wojny światowej, jedna z 27 jednostek typu Sokoł. Okręt został zwodowany w maju 1898 roku w stoczni Crichton w Turku, a do służby w Marynarce Wojennej Imperium Rosyjskiego wszedł w lipcu 1900 roku, z przydziałem do Floty Bałtyckiej. W 1902 roku nazwę jednostki zmieniono na „Posłusznyj”. Podczas I wojny światowej jednostkę przebudowano na trałowiec. Opanowany przez bolszewików okręt został w kwietniu 1918 roku pozostawiony w Helsinkach, po czym wcielony do Fińskiej Marynarki Wojennej, w której służył pod oznaczeniem S3. W 1922 roku zwrócono go Rosji Radzieckiej, gdzie został złomowany.

## Projekt i budowa
„Korszun” był jednym z pierwszych niszczycieli typu Sokoł, który został wykonany przez rodzimy przemysł okrętowy na wzór zbudowanego w Wielkiej Brytanii prototypu – „Sokoła”. Na skutek szybkiego rozwoju tej klasy okrętów na świecie i opóźnień rosyjskich stoczni, w chwili wejścia do służby, okręty te z racji niewielkiej wyporności i uzbrojenia bardziej odpowiadały już klasie torpedowców. Początkowo okręty klasyfikowane były jako torpedowce i dopiero w 1907 roku zaliczono je do nowo wyodrębnionej w Rosji klasy niszczycieli (dosłownie: torpedowców eskadrowych, ros. eskadriennyj minonosiec).
Okręt zbudowany został w stoczni Crichton w Turku. Stępkę niszczyciela położono w 1898 roku, został zwodowany w maju tego roku, a do służby w Marynarce Wojennej Rosji przyjęto go w lipcu 1900 roku.

## Dane taktyczno-techniczne
Okręt był niewielkim, czterokominowym niszczycielem z taranowym dziobem. Długość całkowita wykonanego ze stali niklowej kadłuba wynosiła 57,91 metra, szerokość 5,64 metra i zanurzenie 2,29 metra. Wyporność normalna wynosiła 220 ton, a pełna 240 ton. Okręt napędzany był przez dwie maszyny parowe potrójnego rozprężania o mocy 3800 KM, do których parę dostarczało osiem kotłów Yarrow. Dwuśrubowy układ napędowy pozwalał osiągnąć prędkość 26,5-27,5 węzła. Okręt mógł zabrać zapas węgla o masie 58-80 ton, co zapewniało zasięg wynoszący od 450 do 660 Mm przy prędkości 13 węzłów.
Okręt wyposażony był w dwie pojedyncze obrotowe wyrzutnie torped kalibru 381 mm, umieszczone w osi podłużnej na pokładzie na rufie, z zapasem sześciu torped. Główne uzbrojenie artyleryjskie stanowiło pojedyncze działo kal. 75 mm Canet o długości 50 kalibrów (L/50), umieszczone na platformie nad pomostem bojowym, strzelające pociskami o masie 4,9 kg, z zapasem 160 pocisków przeciwpancernych. Uzbrojenie uzupełniały trzy pojedyncze działa kal. 47 mm Hotchkiss M1885 L/40 (dwa umieszczone na burtach za pomostem bojowym i jedno na samej rufie). Strzelały pociskami o masie 1,5 kg, a zapas amunicji wynosił 800 sztuk.
Załoga okrętu liczyła początkowo 52 osoby, w tym czterech oficerów. Do początku I wojny światowej załoga wzrosła do 61 osób, w tym czterech oficerów

## Służba
Niszczyciel wszedł w skład Floty Bałtyckiej. W marcu 1902 roku nazwę okrętu zmieniono na „Posłusznyj” („Послушный”). W 1911 roku dokonano modernizacji uzbrojenia jednostki: zdemontowano obie wyrzutnie torped kal. 381 mm i wszystkie działka kal. 47 mm, instalując w zamian dwie pojedyncze wyrzutnie torped kal. 450 mm oraz drugą armatę kal. 75 mm (usytuowaną w pobliżu rufy) i dwa pojedyncze karabiny maszynowe kal. 7,62 mm. Prócz tego okręt przystosowano do przenoszenia 10 min. W momencie wybuchu I wojny światowej niszczyciel znajdował się w składzie 6. Dywizjonu II Dywizji Torpedowej. W styczniu 1916 roku „Posłusznyj” został pozbawiony uzbrojenia torpedowego i po zamontowaniu trałów został przystosowany do pełnienia roli trałowca. Jednostka została przydzielona do 2. Dywizjonu I Oddziału Trałowców.
W wyniku rewolucji październikowej okręt został przejęty przez bolszewików, po czym, porzucony w Helsinkach, został 13 kwietnia 1918 roku zdobyty przez Finów. Jednostka pełniła służbę w Marynarce Wojennej Finlandii pod nazwą S3 do 1922 roku, kiedy to zwrócono ją Rosji Radzieckiej, gdzie okręt złomowano.